# Pachnobia amathusia
Pachnobia amathusia är en fjärilsart som beskrevs av Bang-haas 1927. Pachnobia amathusia ingår i släktet Pachnobia och familjen nattflyn. Inga underarter finns listade i Catalogue of Life.